# مسألة هلبرت العاشرة
معضلة هيلبرت العاشرة (بالإنجليزية: Hilbert's tenth problem) هي المعضلة العاشرة من لائحة مسائل هيلبرت الموضوعة عام 1900. نصها كالآتي :
لتكن معادلة ديوفانتية ما، عدد مجاهيلها هو عدد ما، ومعاملاتها أعداد جذرية. هناك عملية ما تمكن من تحديد ما إذا كانت هذه المعادلة تقبل حلولا جذرية من عدمه، وذلك في عدد منته من الخطوات.
المعادلة الديوفانتية هي كل معادلة تكون على الشكل التالي:
{\displaystyle p(x_{1},x_{2},\ldots ,x_{n})=0,\,}
على سبيل المثال، المعادلة الديوفانتية {\displaystyle 3x^{2}-2xy-y^{2}z-7=0} لها الحلول الصحيحة {\displaystyle x=1,\ y=2,\ z=-2}. بينما المعادلة الديوفانتية {\displaystyle x^{2}+y^{2}+1=0} لا حلول صحيحة لها.
معضلة هيلبرت العاشرة حلت وحلها هو النفي: لا وجود لهذه الخوارزمية العامة. عمل على هذا البرهان كل من مارتن ديفيس ويوري ماتياسفيتش وهيلاري بوتنام وجوليا روبنسون. امتد هذا العمل لمدة واحد وعشرين سنة، وأتمه ماتياسفيتش عام 1970. تعرف المبرهنة الآن باسم مبرهنة ماتياسفيتش.